# Pandémie de Covid-19 au Kirghizistan
La pandémie de Covid-19 au Kirghizistan démarre officiellement le 18 mars 2020. À la date du 31 octobre 2022, le bilan est de 2 991 morts.

## Chronologie
Le 18 mars, les trois premiers cas dans le pays ont été confirmés.

## Statistiques

Nombre de cas au Kirghizistan depuis le début de l'épidémie.

Nombre de morts au Kirghizistan depuis le début de l'épidémie.